# Friedrich Edelmayer
Friedrich Edelmayer (* 26. Oktober 1959 in Steyr) ist ein österreichischer Historiker und außerordentlicher Universitätsprofessor an der Universität Wien.

## Leben

### Ausbildung und Studium
Edelmayer besuchte zwischen 1966 und 1978 die Volksschule sowie den humanistischen Zweig des öffentlichen Stiftsgymnasiums der Benediktiner in Seitenstetten (Niederösterreich). Er studierte danach ab 1978 Geschichte und Historische Fächer an der Universität Wien und absolvierte im Sommersemester 1980 ein Sprachstudium an der Universidad de Santander sowie von Oktober 1980 bis Juni 1983 den Lehrgang am Institut für Österreichische Geschichtsforschung in Wien. Er war im Sommer 1981 Stipendiat des Ministerio del Interior in Madrid und von Oktober 1980 bis Juni 1983 Stipendiat am Institut für Österreichische Geschichtsforschung. Im Oktober 1982 schloss er sein Grundstudium mit der Sponsion zum Magister philosophiae (Mag. phil.) an der Universität Wien ab, im Mai/Juni 1983 folgte die Staatsprüfung am Institut für Österreichische Geschichtsforschung. Hierfür wurde ihm im März 2001 nachträglich der akademische Grad Master of Advanced Studies (M.A.S.) im Bereich Geschichtsforschung und Archivwissenschaft verliehen. Edelmayer war im Sommer 1984 Stipendiat des Bundesministeriums für Wissenschaft und Forschung in Spanien, wo ihm Archivstudien im Archivo General de Simancas finanziert wurden, im November 1985 hatte er ein Stipendiat der Tschechischen Akademie der Wissenschaften für Archivstudien in Brno inne. Edelmayer promovierte im Juni 1986 schließlich zum Doctor philosophiae (Dr. phil.) an der Universität Wien. Weitere Stipendien führten ihn 1987 an das Institut für Europäische Geschichte Mainz und 1997 an die Universität Hamburg. Im Juni 1998 wurde ihm die Lehrbefugnis als Universitätsdozent für „Neuere Geschichte“ an der Universität Wien verliehen.

### Wissenschaftliche Karriere
Edelmayer arbeitete zwischen Juli 1983 und Oktober 1992 als Wissenschaftlicher Angestellter bei der Historischen Kommission bei der Bayerischen Akademie der Wissenschaften in München. Er war in den Studienjahren 1988/89 bis 1997/98 Lektor für Neuere Geschichte an der Universität Wien und leitete ab 1988 gemeinsam mit Alfred Kohler bzw. seit 1997 alleine das Projekt „Edition der Korrespondenz der Kaiser mit ihren Gesandten in Spanien“. Zwischen Oktober 1989 und Mai 1990 absolvierte er seinen Zivildienst im Dokumentationsarchiv des österreichischen Widerstandes, danach war er ab 1990 für insgesamt vier Jahre forschend in Spanien tätig. Er fungierte zwischen November 1992 und Juni 1998 als Universitätsassistent am Institut für Geschichte der Universität Wien, war von Juni 1998 bis September 1998 Universitätsdozent für Neuere Geschichte an der Universität Wien und wurde mit 1. Oktober 1998 zum außerordentlichen Universitätsprofessor für Neuere Geschichte an der Universität Wien.
Edelmayer hatte in den Sommersemestern 1993 und 1995 Gastprofessuren für deutsche Schriftenkunde sowie Rechts- und Verfassungsgeschichte der Neuzeit an der Universität Ljubljana sowie im Sommersemester 1998 eine Gastprofessur für Neuere Geschichte an der Universität Alicante inne. Er war zudem im SS 2001 Gastprofessor für Neuere Geschichte an der Universität Sassari, im Studienjahr 2001/02 Gastprofessor für Neuere Geschichte an der Universität Alcalá de Henares und von Wintersemester 2003/04 bis Wintersemester 2004/05 Gastprofessor für Neuere Geschichte an der Universität Innsbruck. Im Sommersemester 2005 folgte eine Gastprofessur für Neuere Geschichte an der Universität Pablo de Olavide, im Studienjahr 2006/07 war er Gastprofessor für Neuere Geschichte an der Universität Pablo de Olavide. Zudem weilte er 2008 als Gastprofessor für Globalgeschichte an der Macquarie University in Sydney. 2010 war er zudem Gastprofessor an den Universitäten Córdoba und Granada, 2011 Gastprofessor in Granada und Salamanca sowie 2012 neuerlich Gastprofessor in Sydney bzw. 2014 in Alcalá de Henares.
Edelmayer war mit der Durchführung von Acciones Integradas mit der Universität Salamanca betraut und Koordinator verschiedener Erasmus/Sokrates-Programme. Er ist zudem seit 1994 Betreuer des Archivs des Instituts für Geschichte der Universität Wien und ist seit 2011 auch Lehrender am Institut für Internationale Entwicklung der Universität Wien. Er leitete zwischen 1999 und 2003 das Forschungsprojekt „Die kaiserlichen Finanzen in der zweiten Hälfte des 16. Jahrhunderts“ und ist seit 2009 Mitglied des Konsortiums des von der Europäischen Union geförderten Erasmus Mundus-Programms: Global Studies (EMGS). Des Weiteren leitete er von 2009 bis 2012 das Forschungsprojekt „Apokalyptische Motive in der Reformation“ und ist von 2014 bis 2016 Leiter des Forschungsprojekts „Imperial Ambassadresses between the Courts of Madrid and Vienna (1650–1700): Diplomacy, Sociability and Culture“.
Edelmayer war Mitglied der Institutskonferenz des Instituts für Geschichte, Mitglied der Studienkommission Geschichte, Mitglied des Fakultätskollegiums an der Geisteswissenschaftlichen Fakultät, stellvertretender Vorsitzender der Studienkommission Geschichte, amtsführender Studiendekan für Geschichte, stellvertretender Kuriensprecher im Fakultätskollegium der Geisteswissenschaftlichen Fakultät, Kuriensprecher im Fakultätskollegium der Geisteswissenschaftlichen Fakultät, Mitglied des Personalausschusses der Geistes- und Kulturwissenschaftlichen Fakultät sowie Studienprogrammleiter Geschichte der Universität Wien und Mitglied des Fakultätskollegiums der Historisch-Kulturwissenschaftlichen Fakultät.
Seine Forschungsschwerpunkte liegen in der spanischen, iberoamerikanischen, italienischen Geschichte sowie Reichsgeschichte, in der Globalgeschichte, den Insular studies, der Diplomatiegeschichte, der Adelsforschung und der Geschichte der Habsburgermonarchie.

## Herausgeberschaften und Mitarbeit bei Zeitschriften/Reihen
- „Studien zur Geschichte und Kultur der Iberischen und Iberoamerikanischen Länder / Estudios sobre Historia y Cultura de los Países Ibéricos e Iberoamericanos“ seit 1993 (gemeinsam mit Alfred Kohler und José Carlos Rueda Fernández)
- Mitherausgeber der Publikationsreihe „Querschnitte. Einführungstexte zur Sozial-, Wirtschafts- und Kulturgeschichte“, Wien-München, seit 1999
- Mitherausgeber der Publikationsreihe „Edition Weltregionen“, Wien, seit 2000
- Herausgeber der Publikationsreihe „Storia goriziana e regionale. Collana di studi e documenti“, Mariano del Friuli-Gorizia (gemeinsam mit Silvano Cavazza und Giuseppe Trebbi), seit 2001
- Wissenschaftlicher Beirat der Zeitschrift „Investigaciones Históricas, época moderna y contemporánea“, Universidad de Valladolid, seit 2001
- Wissenschaftlicher Beirat der Publikationsreihe „Raccolta di documenti editi e inediti per la Storia della Sardegna“, Università di Sassari, seit 2003
- Wissenschaftlicher Beirat der Zeitschrift „Chronica Nova. Revista de Historia Moderna de la Universidad de Granada“, seit 2004
- Wissenschaftlicher Beirat der Publikationsreihe „Studi di Storia. Collana del Dipartimento di Scienze Storiche e Geografiche “Carlo M. Cipolla” dell’Università degli Studi di Pavia“, Milano, seit 2005
- Mitherausgeber der „Innsbrucker Historische Studien“, Universität Innsbruck, seit 2006
- Wissenschaftlicher Beirat der Zeitschrift „Estudis. Revista de Historia Moderna“ der Universitat de València, seit 2007
- Wissenschaftlicher Beirat der Zeitschrift „Studia Historica: Historia Moderna“ der Universidad de Salamanca und der Fundación Española de Historia Moderna, seit 2008
- Wissenschaftlicher Beirat der Publikationsreihen der Società Ligure di Storia Patria (Atti, Notai Liguri dei secoli XII-XV, Fonti per la storia della Liguria) in Genua, seit 2009
- Mitherausgeber der Publikationsreihe „Basistexte Wirtschafts- und Sozialgeschichte“, Wien, seit 2009
- Mitarbeiter im Forschungsprojekt „Confesionalización y protonacionalismo en la Monarquía Hispánica. Estudio a través de las Órdenes Militares caballerescas, la Orden Tercera franciscana y la Universidad de Alcalá“ an der Universidad de Alcalá de Henares, seit 2009
- Wissenschaftlicher Beirat des „Diccionario Biográfico 1650–1750“, herausgegeben an der Universidad de Córdoba, seit 2009, siehe: http://biografias1650-1750.org/index.php
- Mitherausgeber der Publikationsreihe „Globalgeschichte und Entwicklungspolitik“, Wien, seit 2010
- Wissenschaftlicher Beirat der Zeitschrift „Bolletí de la Societat Arqueològica Lul·liana: Revista d'estudis històrics“, Palma de Mallorca, seit 2012
- Wissenschaftlicher Beirat der Zeitschrift „Magallánica. Revista de Historia Moderna“, Universidad Nacional de Mar del Plata, Argentinien, seit 2014

## Auszeichnungen
- Spanischer Ordens für zivile Verdienste (Orden del mérito civil) 1999